# Wiktor Knjasew
Wiktor Knjasew (russisch Виктор Князев, Transkription Viktor Knyazev; * 2. März 1925; † nach 1954) war ein sowjetischer Stabhochspringer.
Bei den Olympischen Spielen 1952 in Helsinki kam er auf den achten und bei den Leichtathletik-Europameisterschaften 1954 in Bern auf den 13. Platz.
Seine persönliche Bestleistung von 4,40 m stellte er am 13. September 1954 in Kiew auf.